# Коророфа
Увага:  Не вказане значення "common_name"

Коророфа (1500 —1840 роки) — протодержава (плем'яний союз) в долині річки Бенуе. Тривалий час успішно воювало проти хауських держав й імперії Борну. 1671 року зазнало нищівної поразки, зменшившись до області навколо столиці Вукарі. У 1840 році перетворилося на федерацію Вукарі.

## Історія
Утворилося близько 1500 року. Поступово розширювалося уздовж течії річки Бенуе. З 2-ї половини XVI ст. Коророфа скористалося ослабленням сусідів, насамперед міст-держав хауса Кано і Кацина та імперії Борну, куди стала здійснювати грабіжницькі походи.
Розквіт припав на кінець XVI — 1-у половину XVII ст. 1600 року здійснено успішну кампанію проти Кано. Потім підкорено хауське місто-державу Заззау. В цей час більшість навколишніх держав та племен вимушені були сплачувати данину Коророфа.
В середині 1640-х років починаються запеклі війни з Борну, які тривали з перемінним успіхом до 1668 року, коли армія Коророфа зазнала поразки. Втім 1670 року було здійснено успішний похід проти хауських держав Кано і Кацина. Але 1671 року Коророфу було знищено імперією Борну. В результаті підлеглі племена відпали, але територія зменшилася до земель навколо столиці Вукарі.

## Державний устрій
Коророфа являло перехід від племінного союзу до протодержави у формі конфедерації. На чолі стояв володар (аку), повноваження якого були обмежені радою вождів. Знать належала до племені джукун, що було ключовим.

## Релігія
Переважали поганські культи, насамперед анімізм.